# Be Bop (radio)
Be Bop est une station de radio créée en 1983 et disparue en 1986. Basée à Joinville-le-Pont, elle émet sur le sud et l’est de l'Île-de-France.

## Historique
À la suite du lancement d’un appel de candidatures pour l’attribution de fréquences à des radios locales par la Haute Autorité de l’audiovisuel, Be Bop naît de la fusion en 1983 de trois stations basées dans le Val-de-Marne et fondées en 1981 : Radio A4 (Joinville-le-Pont), Radio Omnibus (Villiers-sur-Marne) et Radio Médium (Le Plessis-Trévise). Elle est installée dans les anciens studios de Radio A4 à Joinville.
Be Bop disparaît en 1986 alors que le paysage radiophonique s’oriente vers une présence plus forte de stations commerciales.

## Identité de la station

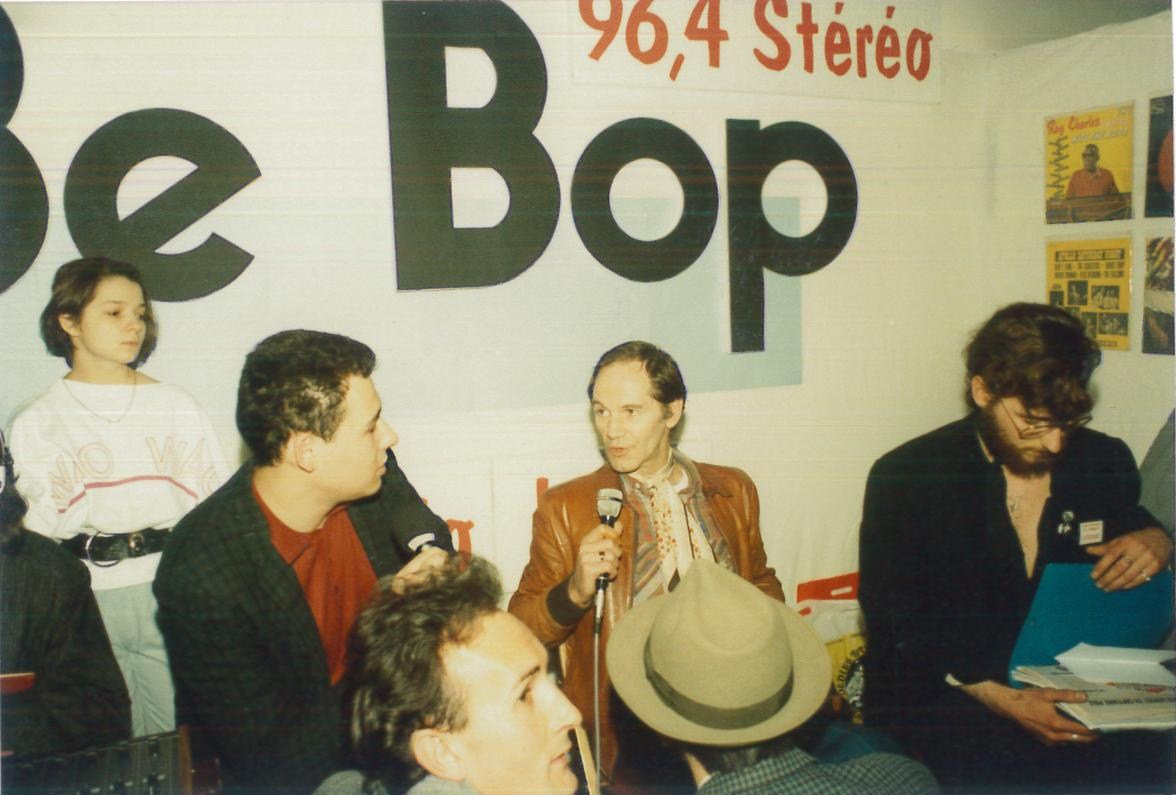
Dans les studios de Be Bop, Joinville-le-Pont, 1985

La station est éditée par l’association Groupement d’associations d’expression locale (GAEL), présidée par Jean-Jacques Dufossé puis par Jean Francheteau. Elle est dirigée par Marie-José Lemoy, ancienne responsable de Radio A4.

## Principaux animateurs
- Patrick Bard
- Yvan Combeau

## Programmation
Les émissions font une part importante aux musiques modernes. Le rock dispose de plusieurs émissions, par exemple Chocolat à rocker de Pierre Jarossay et Jérôme Sordoillet ou Rockfort, qui sera ensuite transférée sur Aligre FM, produite jusqu’en 2004 par Eddy Métal. Le photographe et romancier Patrick Bard anime une émission de jazz. Une émission d’actualité politique est notamment animée par l’historien Yvan Combeau.

## Diffusion
La diffusion de la radio sur la bande FM était assurée par les anciennes fréquences : Paris / Ile-de-France : 97.0 puis 96.4.